# Mitsuhiro Abiko
Mitsuhiro Abiko (安孫子 充裕, Abiko Mitsuhiro), né le 25 octobre 1988 dans la préfecture de Yamagata, est un athlète japonais, spécialiste du sprint.
Lors des championnats du monde juniors de 2006 disputés à Macao, il est médaillé de bronze sur le 400 m et médaillé d'or avec le relais 4 x 400 mètres japonais.
Ses meilleurs temps sont :
- 100 m :10 s 30 à Tokyo le 17/05/2009
- 200 m :20 s 48 à Osaka le 09/05/2009